# レイクウッド (コロラド州)
レイクウッド（英: Lakewood）は、アメリカ合衆国コロラド州のジェファーソン郡にある都市。人口は15万5984人（2020年）。州都デンバーの西10キロメートルに位置している。。

## 歴史
レイクウッドと呼ばれた地域社会の都市と郊外の発展は、1889年にチャールズ・ウェルチとウィリアム・A・H・ラブランドが、ジェファーソン郡東部デンバー市の西にあるコルファックス・アベニュー沿い13ブロックの地域を区画割りしたのが始まりだった。コロラド中央鉄道の元社長ラブランドはコロラド州ゴールデン近くに長年住んだ後に、新しいレイクウッドの町に隠棲した。
レイクウッドが1969年に市制を布く前は、ジェファーソン郡の保安官が警察業務を行い、自警消防団があり、街灯や側道も少ないような大都市郊外地域に過ぎなかった。古い住人の多くは市税が無いことを好んでいた。レイクウッド市となったときに人口は既に9万人を超えており、アメリカ合衆国史の中でも、ある地域が市になった時の最大級人口だった。

## 地理
レイクウッドは北緯39度42分23秒 西経105度6分10秒 / 北緯39.70639度 西経105.10278度に位置する。
アメリカ合衆国国勢調査局に拠れば、市域全面積は42.5平方マイル (110.0 km2)、このうち陸地は41.6平方マイル (369.1 km2)、水域は0.9平方マイル (2.3 km2)で水域率は2.05％である。

## 人口動態
以下は2000年の国勢調査による人口統計データである。
基礎データ
- 人口: 144,126人
- 世帯数: 60,531世帯
- 家族数: 36,500家族
- 人口密度: 1,338.0人/km2（3,465.3人/mi2）
- 住居数: 62,422軒
- 住居密度: 579.5軒/km2（1,500.8/mi2）

人種別人口構成
- 白人: 87.15%
- アフリカン・アメリカン: 1.48%
- ネイティブ・アメリカン: 1.11%
- アジア人:2.72%
- 太平洋諸島系: 0.08%
- その他の人種: 4.88%
- 混血: 2.58%
- ヒスパニック・ラテン系: 14.54%

年齢別人口構成
- 18歳未満: 22.2%
- 18-24歳: 9.6%
- 25-44歳: 32.4%
- 45-64歳: 23.6%
- 65歳以上: 12.1%
- 年齢の中央値: 36歳
- 性比（女性100人あたり男性の人口）
  - 総人口: 97.5
  - 18歳以上: 95.5

世帯と家族（対世帯数）
- 18歳未満の子供がいる: 27.4%
- 結婚・同居している夫婦: 45.1%
- 未婚・離婚・死別女性が世帯主: 10.8%
- 非家族世帯: 39.7%
- 単身世帯: 30.7%
- 65歳以上の老人1人暮らし: 7.8%
- 平均構成人数
  - 世帯: 2.32人
  - 家族: 2.92人

### 収入
収入と家計
- 収入の中央値
  - 世帯: 48,109米ドル
  - 家族: 57,171米ドル
  - 性別
    - 男性: 39,800米ドル
    - 女性: 31,128米ドル
- 人口1人あたり収入: 25,575米ドル
- 貧困線以下
  - 対人口: 7.1%
  - 対家族数: 4.8%
  - 18歳未満: 9.5%
  - 65歳以上: 4.7%

## 交通
デンバー地域交通局のW線（en:W Line (RTD)）が市内に乗り入れている。

## 教育
レイクウッドには高名なレイクウッド高校があり、ニューズウィークによって州内第1位にランクされ、ジェファーソン郡では唯一の国際バカロレア資格の取れる学校となっている。またコロラド・クリスチャン大学もある。

## 市政府

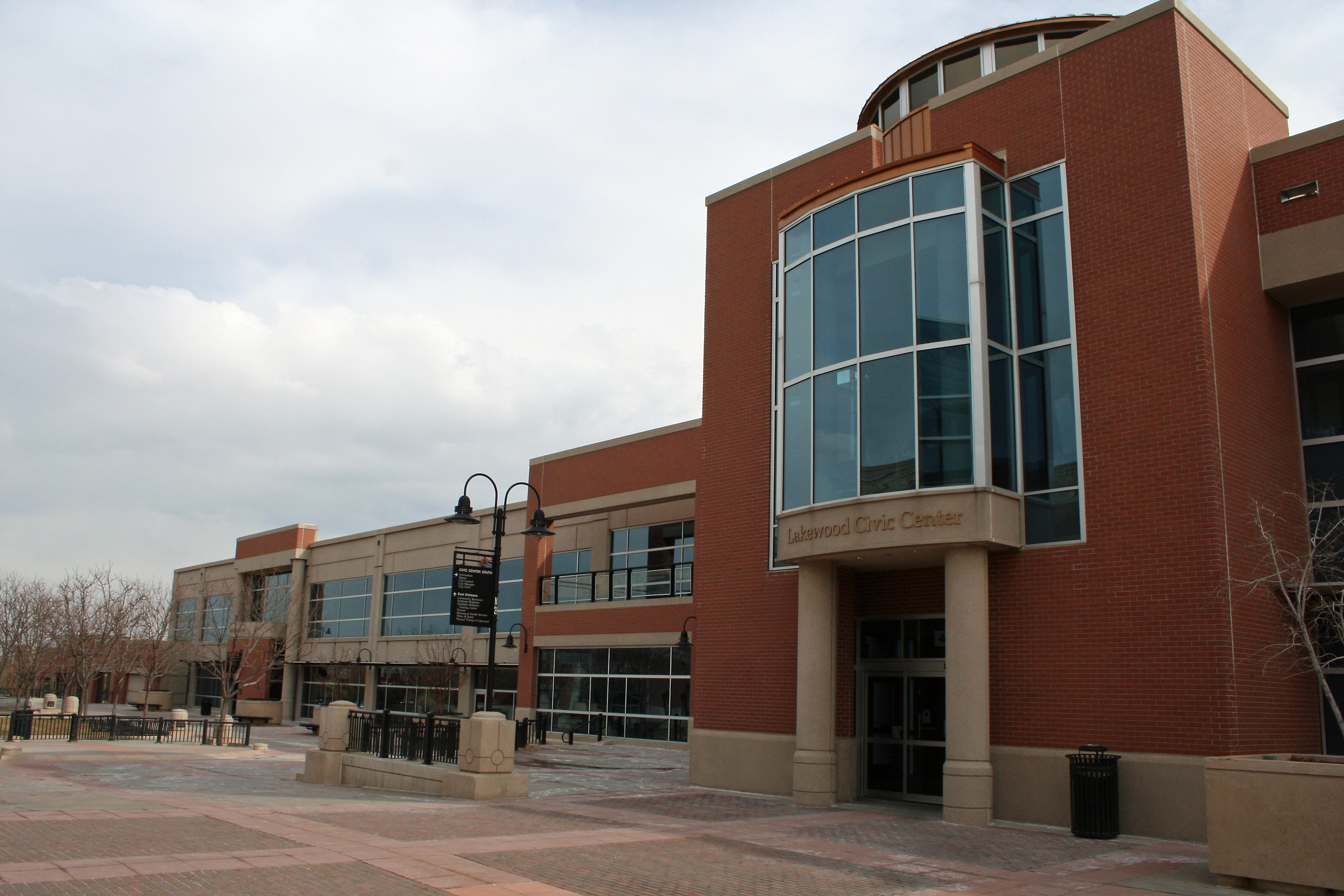
レイクウッド市民センター

1969年までレイクウッドとの呼ばれた地域には市政府が無く、その代わりに幾つかの水道供給地区、消防地区、およびジェファーソン郡郡庁の施政に頼っていた。しかし、この地域社会には既に約80年間の歴史もあった。
レイクウッドは市政委員会・シティマネジャー方式を採っている。市民は、全選挙区で選ばれる市長1人と、市内5選挙区からそれぞれ2人ずつ選ばれる市政委員合計10人を選挙する。市長と市政委員で市政府運営の政策を行使する。2010年現在の市長はボブ・マーフィーである。

## 州議会の代議員
レイクウッド市のほぼ全体がコロラド州下院第26選挙区に入っている。2010年時点では共和党のアンディ・カーが下院議員となっている。

## 姉妹都市
レイクウッドは4つの都市と姉妹都市を結んでいる。
- ,  イギリス、チェスター
- ,  イギリス、ポーツマス、友好都市でもある
- ドイツ、シュターデ[6]
- オーストラリア、サザランド

## 経済
レイクウッドの経済は多様化している。ただし最大雇用主は政府である。デンバー連邦センターは約6,200人を雇用しており、ジェファーソン郡R-1教育学区が約4,000人を雇用している。医療装置メーカーのテルモは約1,700人を雇用している。

## 文化と当代の生活
レイクウッド市内には伝統的な中心街が無かった。ウェスト・コルファックス・アベニューのハーランから西、キプリングまであたりが最も商業施設の多い地区である。結核患者のためのユダヤ人肺病救済協会（JCRS）や小さなメソジスト教会に加えて、1950年代までに食料品・薬品店、ガソリンスタンド、レストランと酒場、モーテル、映画館、ローラースケート場とボウリング場、中古車販売店が出現した。幾つかのショッピングセンターができ、その後にさらに大きなショッピングセンターがJCRSとウェストランドの側にできた。アラメダ・ブールバード、コルファックス南第20ブロックにあるビラ・イタリア・モールはレイクウッド市街地の南への拡張を反映していた。そこは大規模な小売店の集積になっていた。このモールが衰退を始めると、市政委員会がここを解体してベルマート呼ばれる新しい都市開発で置き換える計画を立てた。ベルマーは、住居、小売店および文化施設が複合する近代的中心街である。
ベルマー商業地区に加えて、コロラドミルズと呼ばれるショッピングセンターがあり、州間高速道路70号線とコルファックス・アベニューの近くにある。

## 名所
興味有る名所と歴史的地点には次のものがある。
- 昔のレイクウッド学校施設、ワズワース・ブールバードと10番アベニューの角。この古い建物は1920年代からあるレイクウッド小学校だった。
- ハーレーダビッドソンのディーラー、コルファックス・アベニュー。1950年代初期からあった映画館に入っている。
- ベルマー、近代的中心街。古いビラ・イタリア・モールに代わって店舗と住宅の複合施設になった。ベルマー芸術概念研究室を収容している。
- カーサ・ボニータ、メキシコ料理レストラン、 テレビアニメのサウスパークで一話の舞台
- デンバー連邦センター、ワシントンD.C.以外では最大の連邦政府機関集積所
- レイクウッド文化センター]、劇場、ギャラリーおよび美術教室を収容している。
- レイクウッド・ヘリテージ・センター、博物館、幾つかの歴史的建造物があり、以前はベルマー邸宅を収容していたカウンツェ・レイク近くにある。

## 出身者
- スティーブ・ウィリアムス - プロレスラー
- グレッグ・ヘンリー - 俳優、歌手